# Saladillo (Tarija)
Saladillo ist eine Ortschaft im Departamento Tarija im südamerikanischen Andenstaat Bolivien.

## Lage im Nahraum
Saladillo ist zentraler Ort des Kanton Saladillo im Municipio Caraparí im südwestlichen Teil der Provinz Gran Chaco. Die Ortschaft liegt auf einer Höhe von 941 m am Zusammenfluss von Río Nazareno und Quebrada Agua Salada, die sich hier zum Río Saladillo vereinigen, einem Nebenfluss des Río Caraparí.

## Geographie
Saladillo liegt am Südostrand der bolivianischen Anden-Kette im Tiefland des subtropischen Gran Chaco, der sich über Nordwest-Paraguay, Nordost-Argentinien und Südost-Bolivien erstreckt. Das Klima ist subtropisch mit heißem feuchten Sommer und mäßig warmem und trockenen Winter.
Die Jahresdurchschnittstemperatur liegt bei knapp 22 °C, die durchschnittlichen Monatswerte schwanken zwischen 15 °C im Juni/Juli und 26 °C im Januar (siehe Klimadiagramm Yacuiba). Der Jahresniederschlag beträgt knapp 1100 mm, bei einer viermonatigen Trockenzeit von Juni bis September mit Monatsniederschlägen unter 15 mm und einer Feuchtezeit von Dezember bis März mit 160–200 mm Monatsniederschlag.

## Verkehrsnetz
Saladillo liegt in einer Entfernung von 225 Straßenkilometern östlich von Tarija, der Hauptstadt des Departamentos.
An Saladillo vorbei führt die Nationalstraße Ruta 29, die in nördlicher Richtung nach Palos Blancos führt und dort auf die Ruta 11 trifft. Diese führt 173 Kilometer nach Westen und trifft acht Kilometer vor Tarija auf die Ruta 1, die von dort aus nach Norden den gesamten Altiplano durchquert und über die Großstädte Potosí, Oruro und El Alto schließlich Desaguadero an der peruanischen Grenze erreicht.
In südöstlicher Richtung führt die Ruta 29 über Caraparí zu dem 50 Kilometer entfernten Ort Campo Pajoso, wo sie auf die Tiefland-Magistrale Ruta 9 trifft. Diese führt von Yacuiba an der argentinischen Grenze im Süden über die Metropole Santa Cruz ganz nach Norden zur Stadt Guayaramerín im Beni-Tiefland an der brasilianischen Grenze.
Von dem 27 Kilometer entfernten Caraparí aus führt über 169 Kilometer die Ruta 33 nach Bermejo an der argentinischen Grenze und ist von dort über die Ruta Nacional 50 mit den nordargentinischen Städten Aguas Blancas und Pichanal verbunden.

## Bevölkerung
Die Einwohnerzahl der Ortschaft ist im vergangenen Jahrzehnt deutlich angestiegen:
| Jahr | Einwohner         | Quelle       |
| ---- | ----------------- | ------------ |
| 1992 | keine Detaildaten | Volkszählung |
| 2001 | 186               | Volkszählung |
| 2012 | 390               | Volkszählung |
| 2024 |                   | Volkszählung |